# Kouilou
| Kouilou             | Kouilou                       |
| ------------------- | ----------------------------- |
| Kouilou             |                               |
| Basisdaten          |                               |
| Hauptstadt:         | Loango                        |
| Fläche:             | 12.516,8 km²                  |
| Einwohner:          | 91.955(Zensus, 2007)          |
| Bevölkerungsdichte: | 7,35 Einw./km² (Zensus, 2007) |
| ISO 3166-2:         | CG-5                          |

Kouilou ist ein Departement der Republik Kongo mit der Hauptstadt Loango. 2003 wurde ihm Pointe-Noire, die zweitgrößte Stadt des Landes, abgetrennt.

## Geographie
Das Departement liegt im Südwesten des Landes und grenzt im Norden an Gabun, im Osten an das Departement Niari, im Süden an die angolanische Exklave Cabinda und im Westen an den Atlantik. Der Fluss Kouilou mündet hier in den Atlantik.